# Ольгинское сельское поселение (Северная Осетия)
Ольгинское се́льское поселе́ние — муниципальное образование в Правобережном районе Северной Осетии Российской Федерации.
Административный центр — село Ольгинское.

## История
Статус и границы сельского поселения установлены Законом Республики Северная Осетия-Алания от 5 марта 2005 года № 17-рз «Об установлении границ муниципального образования Правобережный район, наделении его статусом муниципального района, образовании в его составе муниципальных образований — городского и сельских поселений и установлении их границ»

## Население
| 2002  | 2010  | 2011  | 2012  | 2013  | 2014  | 2015  |
| ----- | ----- | ----- | ----- | ----- | ----- | ----- |
| 3126  | ↘3060 | ↘3054 | ↘3036 | ↘3022 | ↘3019 | ↘3012 |
| 2016  | 2017  | 2018  | 2019  | 2020  | 2021  | 2023  |
| ↗3019 | ↘3017 | ↗3036 | ↘3008 | ↗3016 | ↗3121 | ↘3065 |
| 2024  | 2025  |       |       |       |       |       |
| ↘3056 | ↗3063 |       |       |       |       |       |

## Состав сельского поселения
| № | Населённый пункт | Тип населённого пункта       | Население |
| - | ---------------- | ---------------------------- | --------- |
| 1 | Долаково         | село                         | →0        |
| 2 | Ольгинское       | село, административный центр | ↗3063     |